# Сідарвілл (Огайо)
Сідарвілл (англ. Cedarville) — селище (англ. village) в США, в окрузі Грін штату Огайо. Населення — 4257 осіб (2020).

## Географія
Сідарвілл розташований за координатами 39°44′54″ пн. ш. 83°48′44″ зх. д. / 39.74833° пн. ш. 83.81222° зх. д. (39.748424, -83.812177).  За даними Бюро перепису населення США в 2010 році селище мало площу 3,43 км², з яких 3,32 км² — суходіл та 0,11 км² — водойми.

## Демографія
Згідно з переписом 2010 року, у селищі мешкало 4019 осіб у 686 домогосподарствах у складі 411 родини. Густота населення становила 1171 особа/км².  Було 759 помешкань (221/км²).
Расовий склад населення:
| - 94,4 % — білих - 2,3 % — чорних або афроамериканців - 1,1 % — азіатів - 0,1 % — корінних американців |

До двох чи більше рас належало 1,7 %. Частка іспаномовних становила 2,2 % від усіх жителів.
За віковим діапазоном населення розподілялося таким чином: 9,2 % — особи молодші 18 років, 84,8 % — особи у віці 18—64 років, 6,0 % — особи у віці 65 років та старші. Медіана віку мешканця становила 21,0 року. На 100 осіб жіночої статі у селищі припадало 87,0 чоловіків;  на 100 жінок у віці від 18 років та старших — 87,6 чоловіків також старших 18 років.
Середній дохід на одне домашнє господарство  становив 46 930 доларів США (медіана — 37 917), а середній дохід на одну сім'ю — 62 669 доларів (медіана — 45 694). Медіана доходів становила 41 490 доларів для чоловіків та 31 250 доларів для жінок. За межею бідності перебувало 28,5 % осіб, у тому числі 24,8 % дітей у віці до 18 років та 9,3 % осіб у віці 65 років та старших.
Цивільне працевлаштоване населення становило 1883 особи. Основні галузі зайнятості: освіта, охорона здоров'я та соціальна допомога — 50,1 %, мистецтво, розваги та відпочинок — 15,8 %, роздрібна торгівля — 7,5 %, науковці, спеціалісти, менеджери — 5,4 %.